# Rafael Soto Andrade
Rafael Soto Andrade (Jerez de la Frontera, 14 d'octubre de 1957) és un ex-genet andalús, guanyador d'una medalla de plata en la modalitat de doma clàssica.
Va participar, als 38 anys, en els Jocs Olímpics d'Estiu de 1996 realitzats a Atlanta (Estats Units), on va aconseguir finalitzar setè en la prova per equips, guanyant així un diploma olímpic, i trenta-vuitè en la prova individual. En els Jocs Olímpics d'Estiu de 2000 realitzats a Sydney (Austràlia) guanyà un nou diploma olímpic en finalitzar cinquè en la prova per equips i a més fou dotzè en la prova individual. Finalment en els Jocs Olímpics d'Estiu de 2004 realitzats a Atenes (Grècia) aconseguí guanyar la medalla de plata en la prova per equips al costat de Beatriu Fererr-Salat, Juan Antonio Jiménez i Ignacio Rambla, així com vuitè en la prova individual, aconseguint un nou diploma olímpic.